# Maldroit
Le Maldroit est un petit ru ou ruisseau de 13 km de long, affluent de rive droite de la Mauldre, qui coule dans le département des Yvelines, et donc sous-affluent de la Seine. Il doit son nom à son cours sinueux.  

## Géographie
De 12,8 km de longueur, le ru Maldroit prend ses sources à Plaisir, à 157,5 m d'altitude, à limite ouest de Trappes au lieu-dit du Puits à Loup à proximité de la porte de Pissaloup et l'autre le rebord méridional du bois des Clayes non loin du hameau des Gâtines. 
Il traverse la plaine de Neauphle, passe à l'extrémité est du hameau des Gâtines à Plaisir, alimente le bassin du bois de la Cranne. Ensuite il traverse sous la RD 30, se divise en deux branches traversant le parc du château et de l'Hôtel de Ville, le vieux village. Il est rejoint par le ru de Sainte-Apolline avant de parcourir les deux hôpitaux, où il est partiellement canalisé et enterré, serpente dans une petite vallée entre Thiverval et Saint-Germain-de-la-Grange et se jette dans la Mauldre à Beynes, à 51 m d'altitude.

### Communes et cantons traversés
Dans le seul département des Yvelines, le ru Maldroit traverse les quatre communes suivantes, de l'amont vers l'aval, de Plaisir (source), Thiverval-Grignon, Saint-Germain-de-la-Grange, Beynes (confluence).
Soit en termes de cantons, le ru Maldroit prend source  et conflue dans le même canton de Plaisir, mais traverse le canton d'Aubergenville, le tout dans l'arrondissement de Versailles et l'arrondissement de Rambouillet.

### Bassin versant
Le Ru maldroit traverse une seule zone hydrographique 'La Mauldre du confluent de Lieutet (exclu) au confluent du ru Maldroit (inclus)' (H304) de 214 km2 de superficie. Ce bassin versant est constitué à 50,26 % de « territoires agricoles », à 25,60 % de « forêts et milieux semi-naturels », à 23,95 % de « territoires artificialisés », à 0,20 % de « zones humides »

### Organisme gestionnaire: COBAHMA-EPTB Mauldre[4]
Le bassin versant de la Mauldre est géré depuis 1992 par le COBAHMA (Comité de bassin hydrographique de la Mauldre et de ses affluents) sous l'égide du conseil général des Yvelines et pour lequel un schéma d'aménagement et de gestion des eaux (SAGE) a été mis en œuvre (arrêté préfectoral du 4 janvier 2001)

## Affluents
Le Ru Maldroit n'a pas d'affluent référencé au SANDRE, Néanmoins, Géoportail référence le seul affluent du Maldroit, le ru de Sainte Apolline qui prend sa source dans la forêt du même nom, la Forêt de Sainte-Apolline et se jette dans le  Maldroit à Plaisir, dans le vieux village.
Le Maldroit et son affluent le ru de Sainte-Apolline sont des cours d'eau non domaniaux, c'est-à-dire privés, dont le lit appartient aux riverains.
Donc son rang de Strahler est de deux.

## Hydronymie
Le Ru Maldroit, doit son nom à son cours sinueux.

## Les problématiques

### Le COBAHMA-EPTB Mauldre[4]et le SAGE[6]
Les enjeux identifiés dans le cadre de la révision du SAGE, à l'issue de l'actualisation de l'état des lieux, de l'établissement de la stratégie et du travail des différentes commissions thématiques, sont :
- Enjeu 1 : Assurer la gouvernance et la mise en œuvre du SAGE
- Enjeu 2 : Restaurer la qualité des milieux aquatiques superficiels
- Enjeu 3 : Préserver la ressource en eau souterraine
- Enjeu 4 : Prévenir et gérer le risque inondation
- Enjeu 5 : Valoriser le patrimoine et les usages liés à l'eau

Deux stations de mesure de débit et de qualité des eaux superficielles sont situées sur le Maldroit, à l'amont de la station d'épuration de Plaisir et à Beynes en amont de la confluence avec la Mauldre.

### De fortes variations de débit

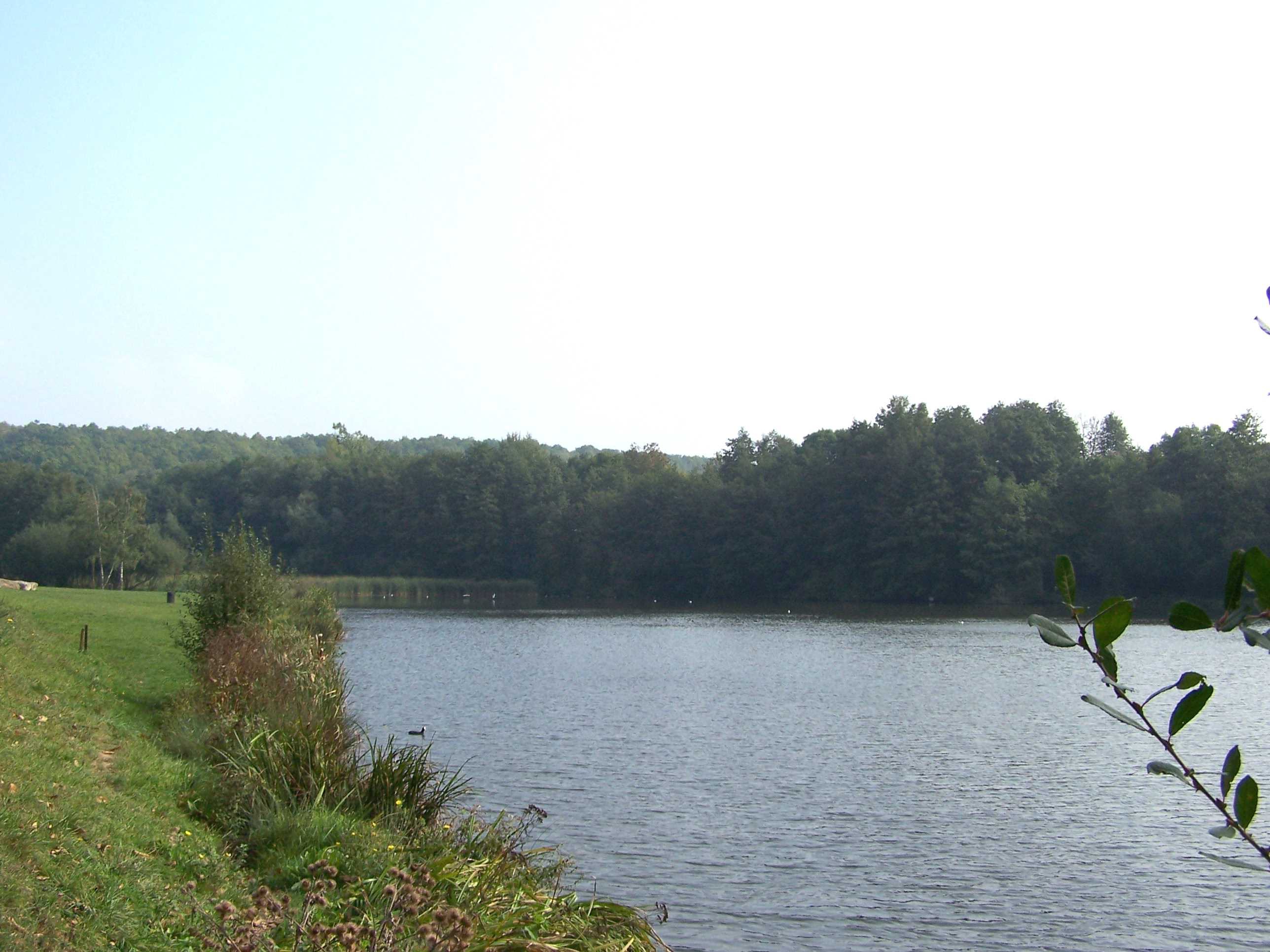
Le bassin du bois de la Cranne.

Le Maldroit est situé dans un secteur aujourd'hui fortement urbanisé dont de nombreuses surfaces sont imperméabilisées. Lors de fortes précipitations pluviales, qui se rejettent dans le ru, le débit de celui-ci augmente considérablement. Par ailleurs les berges du ru sont souvent talutées empêchant son débordement pour éviter des inondations préjudiciables aux secteurs urbains. Ainsi le fort débit du ru Maldroit ne favorise pas l'installation d'une flore et d'une faune diversifiées. 
Deux retenues ont été installées sur la rivière, celle du Bois de la Cranne et celle de Pissaloup.
Le Rû Maldroit qui coule  dans la direction sud-nord, fait à l'ancien moulin de Plaisir-Grignon un coude brusque et se dirige 
vers l'ouest. La craie secondaire absorbe en partie ses eaux, et ce n'est plus qu'un mince ruisselet qui atteint la Mauldre en amont de Beynes. 
Par temps sec, le principal apport hydraulique est constitué des eaux épurées de la station du SIARPC, située près de Plaisir (environ 8 000 m3 / jour), soit la quasi-totalité des eaux usées de Plaisir et le tiers de celle des Clayes-sous-Bois.

### Une mauvaise qualité des eaux
Une étude réalisée en 2004, montre une qualité des eaux passable de la source à la station d'épuration de Plaisir. Par contre à partir du rejet de la station d’épuration jusqu'à la Mauldre les eaux sont de mauvaise qualité. Ces pollutions ont trois origines :
- Des mauvais branchements pour la ville de Plaisir,
- Le rejet de matières phosphorées et de nitrates par la station d'épuration de Plaisir,
- L'altération par des matières azotées par la station d'épuration de Saint-Germain-de-la-Grange.

Cette mauvaise qualité de l'eau altère les qualités biologiques de celle-ci.
Toutefois un bilan mené en 2007 par l'agence de l'eau Seine-Normandie sur le bassin versant de la Mauldre montre une amélioration de la situation grâce notamment à la réfection des réseaux et de la station d'épuration et la révision du plan de prévention des risques d'inondation .